# فلای‌کچر
فلای‌کچر (به انگلیسی: Fairey_Flycatcher) یک هواگرد از نوع هواپیمای جنگنده ساخت شرکت Fairey است. هواگرد فلای‌کچر نخستین پروازش را در نوامبر ۱۹۲۲ میلادی انجام داد. این هواگرد در سال ۱۹۲۳ میلادی رسماً معرفی گردید و در سال‌های ۱۹۲۳–۱۹۲۶ تولید شده‌است. در مجموع، تعداد ۱۹۶ فروند از این هواگرد ساخته شده‌است.